# Ruggero Deodato
Ruggero Deodato (Potenza, 7 mei 1939 – Rome, 29 december 2022) was een Italiaanse filmregisseur, acteur en scriptschrijver. Hij is het best bekend voor zijn horrorfilms, in het bijzonder het omstreden Cannibal Holocaust (1980). 
Zowel Cannibal Holocaust als La casa sperduta nel parco zijn in Groot-Brittannië aangemerkt als video nasty en daarom enige tijd verboden geweest.

## Trivia
- Ruggero werd na het verschijnen van Cannibal Holocaust enige tijd vastgezet, op verdenking van het maken van een snuff-film. In de rechtszaak die hier op volgde, werd hij gedwongen zijn special effects te onthullen.
- Ruggero heeft een cameo-optreden in Hostel: Part II. Hij is te zien als klant van de sadistische organisatie, die een stuk vlees van een vastgebonden, nog levend slachtoffer afsnijdt, om het vervolgens op het bord te leggen van een opgedekte eettafel.

## Filmografie
- Ursus il terrore dei Kirghisi (1964)
- Gungala la pantera nuda (1968)
- Fenomenal e il tesoro di Tutankamen (1968)
- Donne, botte e bersaglieri (1968)
- Vacanze sulla Costa Smeralda (1968)
- I quattro del pater noster (1969)
- Zenabel (1969)
- Ondata di piacere (1975)
- Uomini si nasce poliziotti si muore (1976)
- Ultimo mondo cannibale (1977)
- L'ultimo sapore dell'aria (1978)
- Concorde Affaire '79 (1979)
- Cannibal Holocaust (1980)
- La casa sperduta nel parco (1980)
- I predatori di Atlantide (1983)
- Inferno in diretta (1985)
- Body Count (1986 film) (1986)
- The barbarians & co. (1987)
- Un delitto poco comune (1987)
- Per un pugno di diamanti (1988)
- Ragno gelido (1989)
- Vortice mortale (1989)
- Mamma ci penso io (1989)
- La lavatrice (1993)
- Cannibal Holocaust 2 (2009) (aangekondigd)

## Verwijzingen
- (en)   Ruggero Deodato in de Internet Movie Database

- Bibsys: 5012037
- Biblioteca Nacional de España: XX1296372
- Bibliothèque nationale de France: cb14024771j (data)
- Gemeinsame Normdatei: 130539031
- International Standard Name Identifier: 0000 0000 7840 4241
- Library of Congress Control Number: nb99146015
- MusicBrainz: a6fef441-122f-406b-a08f-51d1ea29c818
- Nationale Bibliotheek van Israël: 987007416080705171
- Nederlandse Thesaurus van Auteursnamen: 128573635
- Istituto Centrale per il Catalogo Unico: TO0V431470
- SNAC: w6g58g9r
- Système universitaire de documentation: 14380054X
- Virtual International Authority File: 34656695
- WorldCat: E39PBJcccbRY948XyFkT7cKw4q